# Liste des châteaux des Hauts-de-Seine
Cet article recense de manière non exhaustive les châteaux (de défense ou d'agrément), maisons fortes, mottes castrales, situés dans le département français des Hauts-de-Seine. Il est fait état des inscriptions et classements au titre des monuments historiques.
En partie ancienne province du Hurepoix

## Liste
| Icône            | Signification    | Abréviations             | Abréviations                  | Abréviations             | Abréviations           |
| ---------------- | ---------------- | ------------------------ | ----------------------------- | ------------------------ | ---------------------- |
| Château fort     | Château fort     | = Bastide                | = Ferme fortifiée             | = Maison forte           | = (Néo-)Palladianisme  |
| Renaissance      | Renaissance      | = Château gascon         | = Folie (montpelliéraine)     | = Manoir, Gentilhommière | = Résidence épiscopale |
| Domaine viticole | Domaine viticole | = Classicisme, classique | = Forteresse, fort(ification) | = Maison (noble)         | = Style Beaux-Arts     |
| Palais           | Palais           | = Commanderie            | = Gothique (flamboyant)       | = Néo-baroque            | = Style Second Empire  |
| Ruine ou disparu | Ruine, disparu   | = Château pinardier      | = Hôtel particulier           | = Néo-classique          | = Style italianisant   |
|                  |                  | = Demeure seigneuriale   | ... = Style Louis XII...XVI   | = Néo-gothique           | = Style troubadour     |
|                  |                  | = Éclectisme             | = Logis (seigneurial)         | = Néo-Renaissance        | = Villa (de Nice)      |
| Baroque, rococo  | Baroque, rococo  | = Édifice religieux      | = Motte castrale/féodale      | = Pavillon de chasse     | = Styles du XXe siècle |

| Type                                                                   | Château                                       | Commune              | Protection | Notes                                                                                          | Coordonnées                 | Illustration |
| ---------------------------------------------------------------------- | --------------------------------------------- | -------------------- | --- | ---------------------------------------------------------------------------------------------- | --------------------------- | ------------ |
| Classicisme, classique                                                 | Château d'Antony                              | Antony               | Notice no IA00121270 | XVIIe et XVIIIe siècles                                                                        | 48° 44′ 58″ N, 2° 17′ 41″ E |              |
| Baroque, rococo                                                        | Château d'Asnières                            | Asnières-sur-Seine   | Classé MH (1971, 1996) · Notice no PA00088062 · Notice no IA00129695 · Notice no IA92000379                                                   | XVIIIe siècle                                                                                  | 48° 54′ 38″ N, 2° 17′ 37″ E |              |
| Classicisme, classique                                                 | Château de Barral                             | Clamart              | Inscrit MH (1929, 1989) · Notice no PA00088094                                                                                                | XVIIe siècle, XIXe et XXe siècles, hôtel de ville                                              | 48° 48′ 02″ N, 2° 15′ 46″ E |              |
| Style Louis XV                                                         | Château de Bellevue                           | Meudon               | Inscrit MH (1974, 1990) · Notice no PA00088116 · Notice no PA00088169                                                                         | XVIIIe siècle, détruit                                                                         | 48° 48′ 19″ N, 2° 13′ 59″ E |              |
| Style Louis XV                                                         | Château de Bois-Préau                         | Rueil-Malmaison      | Notice no IA00064619 | XVIIe et XIXe siècles, visitable, musée (en rénovation)                                        | 48° 52′ 29″ N, 2° 10′ 37″ E |              |
| Style Louis XIV                                                        | Château La Boissière                          | Fontenay-aux-Roses   | Inscrit MH (1956) · Notice no PA00088108 · Notice no IA00119084                                                                               | XVIIe siècle                                                                                   | 48° 47′ 31″ N, 2° 17′ 18″ E |              |
| Style Second Empire · Ruine ou disparu                                 | Château Boucicaut                             | Fontenay-aux-Roses   | Notice no IA00119085 | XIXe siècle, détruit en 1955                                                                   | 48° 47′ 24″ N, 2° 17′ 24″ E |              |
| Classicisme, classique                                                 | Château de Bourg-la-Reine                     | Bourg-la-Reine       | Notice no IA00117402 | XVIIe et XIXe siècles                                                                          | 48° 46′ 51″ N, 2° 19′ 01″ E |              |
| Château fort · Ruine ou disparu                                        | Château de La Boursidière                     | Châtenay-Malabry     | Notice no IA00077094 | XIe et XIIe siècles                                                                            | 48° 46′ 11″ N, 2° 14′ 12″ E |              |
| Style Louis XV                                                         | Château de Brimborion                         | Sèvres               | Notice no IA92000525 | XVIIIe siècle, détruit                                                                         | 48° 49′ 30″ N, 2° 13′ 29″ E |              |
| Folie (montpelliéraine) · Néo-classique                                | Château de Buchillot                          | Boulogne-Billancourt | Inscrit MH (1951) · Notice no PA00088072 | XVIIIe et XIXe siècles, visitable, Musée Paul-Belmondo                                         | 48° 50′ 51″ N, 2° 13′ 57″ E |              |
| Classicisme, classique                                                 | Château de Buzenval                           | Rueil-Malmaison      | Notice no IA92000510 | XVIIe et XIXe siècles, collège                                                                 | 48° 51′ 31″ N, 2° 10′ 46″ E |              |
| Château fort · Renaissance · Classicisme, classique · Ruine ou disparu | Château de Chaville                           | Chaville             | Notice no IA00051370 | Moyen Âge, XVIIe et XVIIIe siècles, XIXe et XXe siècles, détruit                               | 48° 48′ 14″ N, 2° 11′ 18″ E |              |
| Classicisme, classique · Édifice religieux                             | Château Colbert                               | Le Plessis-Robinson  | Notice no IA00076287 | XVIIe siècle                                                                                   | 48° 47′ 01″ N, 2° 15′ 58″ E |              |
| Ruine ou disparu                                                       | Château de Colombes                           | Colombes             | |                                                                                                |                             |              |
| Néo-classique · Ruine ou disparu                                       | Château des Colonnes                          | Courbevoie           | Notice no IA00129979 | XVIIIe siècle, detruit                                                                         | 48° 54′ 02″ N, 2° 15′ 28″ E |              |
| Classicisme, classique · Ruine ou disparu                              | Château du duc de Richelieu                   | Gennevilliers        | Notice no IA00118766 | XVIIIe siècle, détruit                                                                         | 48° 55′ 22″ N, 2° 18′ 02″ E |              |
| Classicisme, classique · Ruine ou disparu                              | Château de l'Étang                            | Marnes-la-Coquette   | | XVIIIe siècle, détruit                                                                         |                             |              |
| Classicisme, classique                                                 | Château de Fontenay-aux-Roses                 | Fontenay-aux-Roses   | Inscrit MH (1943) · Notice no PA00088107 · Notice no IA00119083                                                                               | XVIIIe et XIXe siècles, Collège Sainte-Barbe-des-Champs                                        | 48° 47′ 27″ N, 2° 17′ 28″ E |              |
| Hôtel particulier · Style Second Empire                                | Château de la Greve                           | Suresnes             | Notice no IA92000214 | XIXe siècle                                                                                    | 48° 52′ 10″ N, 2° 13′ 25″ E |              |
|                                                                        | Château d'Issy (Château des princes de Conti) | Issy-les-Moulineaux  | | Visitable                                                                                      |                             |              |
|                                                                        | Château des Landes                            | Suresnes             | | Détruit                                                                                        |                             |              |
|                                                                        | Château de Madrid                             | Neuilly-sur-Seine    | | Détruit                                                                                        |                             |              |
|                                                                        | Château de Malmaison                          | Rueil-Malmaison      | | Visitable                                                                                      |                             |              |
|                                                                        | Château de la Marche                          | Marnes-la-Coquette   | | Détruit                                                                                        |                             |              |
| Néo-classique                                                          | Château de Marnes-la-Coquette                 | Marnes-la-Coquette   | Notice no IA00051408 | XIXe siècle                                                                                    | 48° 49′ 46″ N, 2° 10′ 31″ E |              |
| Classicisme, classique · Ruine ou disparu                              | Château du Marquis de Chamillart              | Marnes-la-Coquette   | Notice no IA00051401 | XVIIe siècle, détruit en 1710                                                                  |                             |              |
|                                                                        | Château du Marquis de Chateauneuf             | Montrouge            | | Détruit                                                                                        |                             |              |
| Château fort · Renaissance · Baroque, rococo · Style Second Empire     | Château de Meudon                             | Meudon               | Classé MH (1972, 2000) · Notice no PA00088117 · Notice no IA00129806                                                                          | Moyen Âge, XVIe et XVIIe siècles, XVIIIe et XIXe siècles, château vieux détruit (Observatoire) | 48° 48′ 18″ N, 2° 13′ 52″ E |              |
| Forteresse, fort(ification)                                            | Forteresse du Mont-Valérien                   | Suresnes             | | XIXe siècle                                                                                    | 48° 52′ 26″ N, 2° 13′ 00″ E |              |
| Hôtel particulier · Maison (noble)                                     | Montretout                                    | Saint-Cloud          | | XIXe siècle, Parc de Montretout                                                                | 48° 50′ 30″ N, 2° 12′ 54″ E |              |
|                                                                        | Château de Neuilly                            | Neuilly-sur-Seine    | | Détruit                                                                                        |                             |              |
| Classicisme, classique                                                 | Château d'Ozanam                              | Asnières-sur-Seine   | Classé MH (1971) · Notice no IA00129718 | Demeure de plaisance au plan en forme d'équerre construite en 1750                             | 48° 54′ 38″ N, 2° 17′ 36″ E |              |
|                                                                        | Château de la Petite Malmaison                | Rueil-Malmaison      | Classé MH (1995) · Notice no PA00088136 · Notice no IA92000512                                                                                |                                                                                                |                             |              |
|                                                                        | Château de la Petite Roseraie                 | Châtenay-Malabry     | Inscrit MH (1946) · Notice no PA00088086 · Notice no IA00077115 · Notice no IA92000400                                                        |                                                                                                |                             |              |
|                                                                        | Château du Plessis                            | Le Plessis-Robinson  | | Mairie                                                                                         |                             |              |
|                                                                        | Château de la Ronce                           | Ville-d'Avray        | | Détruit                                                                                        |                             |              |
|                                                                        | Château Rothschild                            | Boulogne-Billancourt | Inscrit MH (1997) · Notice no PA92000003 · Notice no IA00119907                                                                               |                                                                                                |                             |              |
|                                                                        | Château de Saint-Cloud                        | Saint-Cloud          | Classé MH (1900, 1993, 1994, 1994) · Notice no PA00088141 · Notice no IA92000284 · Jardin remarquable · Notice no JAR0000228                  |                                                                                                |                             |              |
|                                                                        | Folie Saint-James                             | Neuilly-sur-Seine    | Classé MH (1922, 1922) · Notice no PA00088127 · Notice no IA00079746 · Notice no IA92000384                                                   |                                                                                                |                             |              |
|                                                                        | Château Sainte-Barbe-des-Champs               | Fontenay-aux-Roses   | |                                                                                                |                             |              |
| Néo-classique                                                          | Château Saran                                 | Antony               | Inscrit MH (1974) · Notice no PA00088058 · Notice no IA00121240                                                                               | XIXe siècle                                                                                    | 48° 44′ 53″ N, 2° 17′ 37″ E |              |
|                                                                        | Château de Sceaux                             | Sceaux               | Inscrit MH (1925, 1928, 1931, 1993) · Classé MH (1925) · Notice no PA00088146 · Notice no IA00119734 · Notice no IA92000402 · Notice no M0417 | Visitable                                                                                      |                             |              |
|                                                                        | Château de Sèvres                             | Sèvres               | | Détruit                                                                                        |                             |              |
|                                                                        | Château de Suresnes                           | Suresnes             | | Détruit                                                                                        |                             |              |
|                                                                        | Château de Thierry                            | Ville-d'Avray        | |                                                                                                |                             |              |
|                                                                        | Château du Val                                | Rueil-Malmaison      | | Détruit                                                                                        |                             |              |
|                                                                        | La Vallée-aux-Loups                           | Châtenay-Malabry     | | Visitable, musée                                                                               |                             |              |
|                                                                        | Château La Vallière                           | Montrouge            | | Détruit                                                                                        |                             |              |
|                                                                        | Château de Vanves                             | Vanves               | |                                                                                                |                             |              |
|                                                                        | Château de Villebon                           | Meudon               | | Détruit                                                                                        |                             |              |
|                                                                        | Château de Villeneuve-l'Étang                 | Marnes-la-Coquette   | | Institut privé                                                                                 |                             |              |